# Mariano Oliver Aznar
Mariano Oliver Aznar (Zuera, 1863-Madrid, 1927) fue un pintor español.

## Biografía
Nació en 1863 en la localidad zaragozana de Zuera. Oliver Aznar, que habría destacado en el género del retrato y cultivado temas religiosos y costumbristas, en la Exposición Regional celebrada en Zaragoza en 1886 obtuvo un diploma honorífico. Falleció el 19 de octubre de 1927 en Madrid y fue enterrado en el cementerio de San Isidro.